# Segunda generación de computadoras
La segunda generación de las computadoras u ordenadores reemplazó las válvulas de vacío  por los transistores. Por eso las computadoras de la segunda generación son más pequeñas y consumen menos electricidad que las de la anterior. La comunicación con estos nuevos ordenadores es mediante lenguajes de programación  más avanzados que el lenguaje de máquina, los cuales reciben el nombre de «lenguajes de bajo nivel». 
Las características  principales de las computadoras de la segunda generación son:
- Se programaban con lenguajes de bajo nivel.

- 1951: Maurice Wilkes inventa la microprogramación, que simplifica mucho el desarrollo de las CPU

- 1959: IBM envió la unidad central IBM 1401 basada en transistores, que utilizaba tarjetas perforadas. Demostró ser una computadora de propósito general y 12 000 unidades fueron vendidas, haciéndola la máquina más exitosa hasta ese momento. Tenía una memoria de núcleo magnético de 4000 caracteres (después se extendió a 16 000 caracteres). Muchos aspectos de sus diseños estaban basados en el deseo de reemplazar el uso de tarjetas perforadas, que eran muy usadas desde los años 1920 hasta principios de la década de 1970.

- 1960: IBM lanzó la unidad central IBM 1620 basada en transistores, originalmente con solo una cinta de papel perforado, pero pronto se actualizó a tarjetas perforadas. Probó ser una computadora científica popular y se vendieron aproximadamente 2000 unidades. Utilizaba una memoria de núcleo magnético de más de 60 000 dígitos decimales.

- 1962: Se desarrolla el primer juego de ordenador, llamado Spacewar!.[1][2]

- DEC lanzó el PDP-1, la primera máquina orientada al uso por personal técnico en laboratorios y para la investigación.

- 1964: IBM anunció la serie 360, que fue la primera familia de computadoras que podía correr el mismo software en diferentes combinaciones de velocidad, capacidad y precio. También abrió el uso comercial de microprogramas, y un juego de instrucciones extendidas para procesar muchos tipos de datos, no solo aritmética. Además, se unificó la línea de producto de IBM, que previamente a este tiempo tenía dos líneas separadas, una línea de productos «comerciales» y una línea «científica». El software proporcionado con el System/350 también incluyó mayores avances, incluyendo multiprogramación disponible comercialmente, nuevos lenguajes de programación, e independencia de programas de dispositivos de entrada/salida. Más de 14 000 unidades del System/360 habían sido entregadas en 1968.